# Photoscotosia achrolopha
Photoscotosia achrolopha là một loài bướm đêm trong họ Geometridae.